# Ču Jün-ming
Ču Jün-ming (čínsky pchin-jinem Zhù Yǔnmíng, znaky 祝允明, 1460–1526) byl kaligraf, básník a esejista mingské Číny známý především svým bláznivým konceptním písmem.

## Jména
Ču Jün-ming používal zdvořilostní jméno Si-če (čínsky pchin-jinem Xīzhé, znaky 希哲) a pseudonymy Č’-šan (čínsky pchin-jinem zhīshān, znaky 枝山) a Č’-č’-šan (čínsky pchin-jinem zhīzhǐshān, znaky 枝指山),.

## Život
Ču Jün-ming pocházel ze Su-čou, narodil se roku 1460. Byl vnukem učence a kaligrafa Sü Jou-čena (1407–1472) a zetěm Li Jing-čena (李应祯, 1431–1493), Měl šest prstů na pravé ruce (k nim se vztahovala jeho přezdívka Č’-č’-šan). Jak bylo v jeho společenské vrstvě obvyklé, vzdělával se v konfuciánské filozofii i uměních, přičemž jeho umělecký talent se ukazoval už od dětství. Roku 1492 složil provinční úřednické zkoušky, u metropolitních zkoušek v hlavním městě však opakovaně propadl. I tak se mu podařilo získat úřední jmenování, roku 1514 se stal přednostou okresu Sing-ning v jihočínské provincii Kuang-tung a roku 1522 byl povýšen na místo pomocníka prefekta Nankingu. Zde zůstal necelý rok a kvůli nemoci odešel na odpočinek.

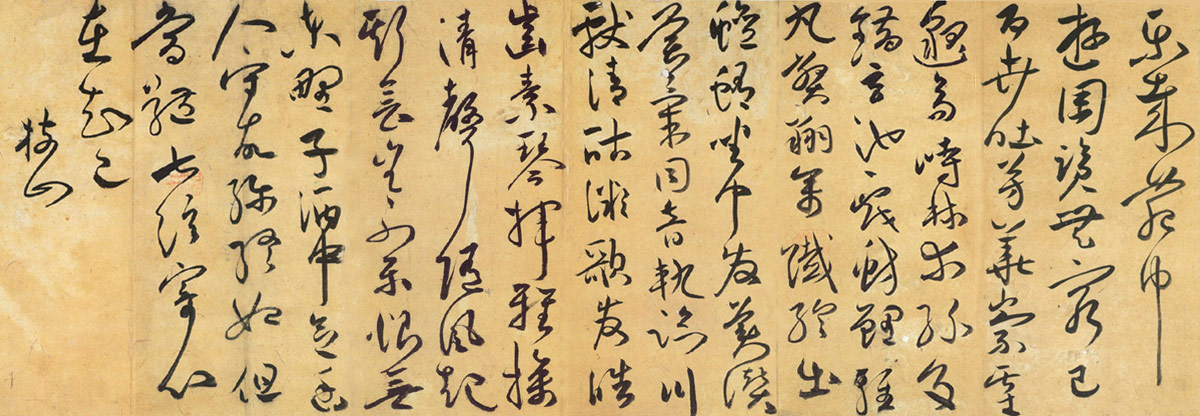
Ukázka konceptního písma Ču Jün-minga

Zvláště vynikal v kaligrafii, ale uznáván byl i pro svou učenost, eseje a poezii. Spolu s Wen Čeng-mingem, Tchang Jinem a Sü Čen-čchingem je počítán mezi „čtyři nadané učence z Wu“. Jako kaligraf vynikal ve všech typech písma, přičemž si za vzor bral mistry dynastií Ťin a Tchang, ceněné byly jeho texty v kurzivním a malém vzorovém písmu. Největší obdiv si získal svým „bláznivým konceptním písmem“, ke kterému se obrátil po neúspěchu ve zkouškách.